# 165347 Філплейт
165347 Філплейт (165347 Philplait) — астероїд головного поясу, відкритий 23 листопада 2000 року.
Тіссеранів параметр щодо Юпітера — 3,524.
Названо на честь американського астронома Філа Плейта